# One Nation Underground
One Nation Underground – album amerykańskiego zespołu muzycznego Ill Niño. Wydawnictwo ukazało się 27 września 2005 roku nakładem wytwórni muzycznej Roadrunner Records. Gościnnie w nagraniach wziął udział wokalista Jamey Jasta, znany z występów w zespole Hatebreed.
Nagrania były promowane teledyskami do utworów „This Is War” i „What You Deserve”.

## Lista utworów
Opracowano na podstawie materiału źródłowego.
1. „This Is War” (sł. Cristian Machado, muz. Ill Niño) – 3:46
2. „My Resurrection” (sł. Cristian Machado, muz. Ill Niño) – 2:55
3. „What You Deserve” (sł. Cristian Machado, muz. Ill Niño) – 3:00
4. „Turns To Gray” (gościnnie: Jamey Jasta) (sł. Cristian Machado, muz. Ill Niño) – 3:23
5. „De La Vida” (sł. Cristian Machado, muz. Ill Niño) – 4:04
6. „La Liberacion Of Our Awakening” (sł. Cristian Machado, muz. Ill Niño) – 3:44
7. „All I Ask For” (sł. Cristian Machado, muz. Ill Niño) – 3:39
8. „Corazon Of Mine” (sł. Cristian Machado, muz. Ill Niño) – 3:30
9. „Everything Beautiful” (sł. Cristian Machado, muz. Ill Niño) – 3:14
10. „In This Moment” (sł. Cristian Machado, muz. Ill Niño) – 3:23
11. „My Pleasant Torture” (sł. Cristian Machado, muz. Ill Niño) – 4:29
12. „Barely Breathing” (sł. Cristian Machado, muz. Ill Niño) – 1:05
13. „Violent Saint” (sł. Cristian Machado, muz. Ill Niño) – 3:46

## Twórcy
Opracowano na podstawie materiału źródłowego.
| - Cristian Machado – śpiew - Ahrue Luster – gitara - Jardel Paisante – gitara - Cristian Machado – gitara, produkcja muzyczna - Laz Pina – gitara basowa - Dave Chavarri – perkusja, instrumenty perkusyjne, miksowanie, produkcja muzyczna - Danny Couto – instrumenty perkusyjne - Eddie Wohl – instrumenty klawiszowe - Chris Fasulo – edycja cyfrowa - Dan Korneff – edycja cyfrowa, miksowanie |  | - Jerry Farley – edycja cyfrowa - Nick Cohen – edycja cyfrowa - Dan Korneff – inżynieria dźwięku, produkcja muzyczna - Eddie Wohl – inżynieria dźwięku, miksowanie, produkcja muzyczna - Nick Cohen – inżynieria dźwięku - Omar Clavijo – inżynieria dźwięku, programowanie - Sean Ragon – asystent inżyniera dźwięku - Charles Dooher – opracowanie graficzne - Daragh McDonagh – zdjęcia |

## Listy sprzedaży
| Lista         | Kraj              | Pozycja |
| ------------- | ----------------- | ------- |
| Billboard 200 | Stany Zjednoczone | 101     |